# Issawi Frej
Issawi Frej (Arabisch: عيسوي فريج , Hebreeuws: עיסאווי פריג') (Kafr Qasim, 14 december 1963) is een Israëlische politicus van Arabische komaf. Namens Meretz is hij sinds 5 februari 2013 afgevaardigd in de Knesset.
Frej komt uit een gezin van twaalf kinderen, van wie hij de oudste is. Aan de Hebreeuwse Universiteit van Jeruzalem studeerde hij (bedrijfs)economie en was hij aangesloten bij de verenigde Joods-Arabische campusgroep. Na zijn afstuderen was hij werkzaam als accountant.
Hij maakte deel uit van het secretariaat van de vredesorganisatie Vrede Nu (Shalom Achshav) en was betrokken bij het Akkoord van Genève van 2003.
Een politiek onderkomen vond hij bij de partij Ratz, die in 1997 opging in de nieuwe partij Meretz. Vanaf 2003 poogde hij voor laatstgenoemde in de Knesset te geraken maar dit had geen succes vanwege te lage plaatsingen. Dankzij een hogere plaatsing lukte het hem om in 2013 in de 19e Knesset te worden verkozen, hetgeen ook het geval was in 2015 (dankzij een derde plaats kwam hij in de 20e Knesset).

## Familie
Issawi Frej is getrouwd en heeft zeven kinderen.
Een grootvader kwam om bij het bloedbad van Kafr Qasim, dat plaatsvond op 29 oktober 1956 en waarbij 48 of 49 Arabische Israëliërs door de Israëlische grenspolitie om het leven werden gebracht.